# Gloucestershirský pluk
Gloucestershirský pluk (anglicky Gloucestershire Regiment) byl pěší pluk Britské armády. Šlo o v boji nejvyznamenávanější britský pěší pluk. Jeho počátky sahají do roku 1694. Jméno Gloucestershirský pluk nesl od 1. července 1881. Bojoval v druhé búrské válce, první světové válce, druhé světové válce a korejské válce. V roce 1951 se vyznamenal v bitvě na řece Imdžin. V roce 1994 byl pluk sloučen s Královským plukem vévody z Edinburghu.